# Naruto Shippuden: Ultimate Ninja Storm 3
Naruto Shippūden: Ultimate Ninja Storm 3, conocido en Japón como Naruto Narutimate Storm 3 (NARUTO-ナルト - 疾風伝ナルティメットストーム3  Naruto Shippūden Narutimetto Sutōmu 3?), es un videojuego del anime Naruto Shippūden desarrollado por CyberConnect2 para las consolas PlayStation 3 y Xbox 360. Hasta ese momento, era el juego más largo de la saga Naruto Ultimate Ninja y tiene un número de 80 personajes. La fecha exacta de lanzamiento fue el 5 de marzo en América del Norte y el 8 de marzo en Europa. Japón ocupó su fecha de lanzamiento el 18 de abril de 2013. 
Una nueva versión de este juego, llamada Full Burst, salió en PS3, Xbox 360 y PC (siendo esta versión la única que recibe, ya que el original solo salió para las consolas), en 2 formatos: DLC o versión física (DVD o Blu-Ray, depende la consola), los días 22, 24 Y 25 de octubre, para América, Japón (sólo versión DLC) y Europa/Australia respectivamente. El número de rangos es hasta 99 antes del máximo.

## Historia
La historia comienza con un flashback del ataque del Kyūbi a Konoha para luego pasar con los hechos anteriores a la Cumbre de los cinco Kages, después de la destrucción de Konoha, finalizando hasta llegar a la pelea de los cinco Kages contra Madara Uchiha, y el enfrentamiento de Naruto y Killer Bee contra los ex-jinchūrikis y Tobi. La historia ocupará un fragmento de Sasuke Uchiha y su Mangekyō Sharingan Eterno contra los Zetsu Blanco.
La historia cuenta con 10 capítulos(sin contar el prólogo), los cuales son los siguientes:
```
   Prólogo. El Nueve Colas Ataca
   1. La Cumbre (Reunión) de los Cinco Kages
   2. Equipo 7 Reunido
   3. Dos Jinchuriki
   4. El Nacimiento de Naruto
   5. Planes Secretos
   6. Estalla la Guerra
   7. Combate Mortal en la Costa
   8. Dos Soles
   9. Lucha de los Kages
   10. El Camino de la Paz
```

## Versiones
Hay tres versiones o apariencias para Naruto Shippuden: Ultimate Ninja Storm 3, estas versiones solo se consiguen en caso de que el comprador pre-ordene el juego y la última saldrá a la venta en octubre, aquí están sus características:
Naruto Shippuden: Ultimate Ninja Storm 3 Will of Fire:
```
   • Figura exclusiva de Naruto de 16 cm
   • Póster de Will of Fire
   • Disco de la banda sonora del juego
   • 5 cartas exclusivas
   • Traje exclusivo de Goku
   • Portada con tinta especial de Killerbee
```

Naruto Shippuden: Ultimate Ninja Storm 3 True Dispair:
```
   • Figura exclusiva de Sasuke de 16 cm
   • Póster de True Dispair
   • Disco de la banda sonora del juego
   • 5 cartas exclusivas
   • Traje exclusivo de Goku
   • Portada con tinta especial
```

Naruto Shippuden: Ultimate Ninja Storm 3 Full Burst:
```
   •Todos los DLC hasta la fecha(38 trajes para los personajes, excepto Naruto con traje de Goku y Sakura con traje de Hello Kitty)
   •Mejoras En Las Gráficas De Todas Las Misiones
   •Kabuto Yakushi(Modo Sage) Como Personaje Jugable 
   •Un capítulo extra para el modo historia :Sasuke e 
Itachi
 vs Kabuto
   •100 misiones nuevas
```

## Desarrollo

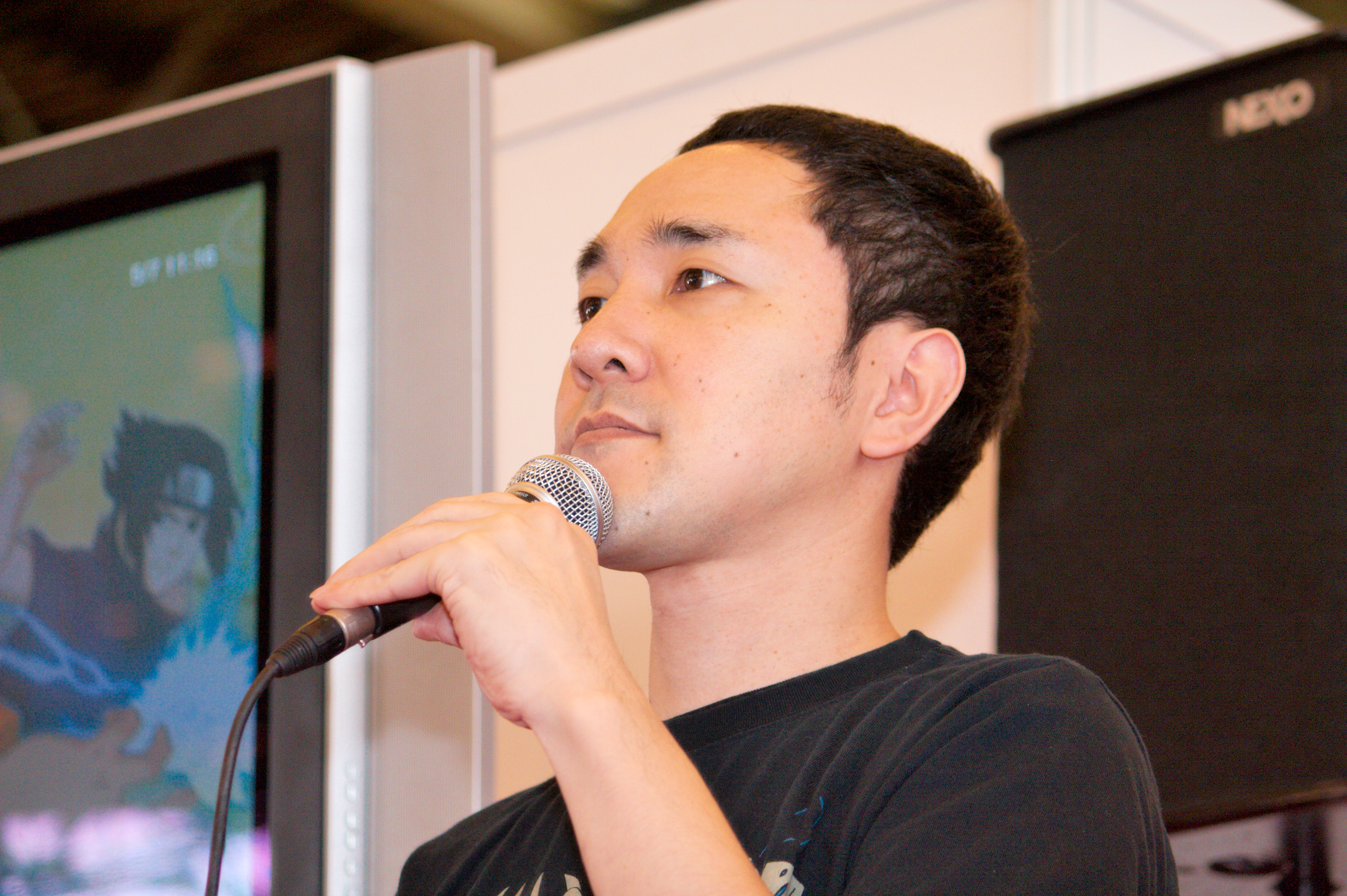
Hiroshi Matsuyama prometió el regreso de las «batallas épicas contra jefes».

El nuevo juego de Naruto se filtró por primera vez en línea en la revista Weekly Shōnen Jump en junio de 2012, y Namco Bandai Games confirmó que se trataba del Ultimate Ninja Storm 3 poco después. Con el anuncio, Yusuke Sasaki de Namco Bandai prometió mejoras en el sistema de lucha y el modo historia. Para hacer que las áreas sean más interactivas y agregar estrategia a las peleas, el personal agregó la opción de ring-out.
El modo historia fue desarrollado para ser accesible a los jugadores que no están familiarizados con la serie de Naruto. El CEO de CyberConnect2, Hiroshi Matsuyama, prometió el regreso de las «batallas épicas contra jefes» las cuales estuvieron ausentes en el Ultimate Ninja Storm Generations. Bandai promocionó mejoras gráficas en su primer tráiler, lanzado en julio de 2012. Dos trajes alternativos para Naruto Uzumaki (un traje de samurái y el uniforme de Goku de Dragon Ball) se basaron en las ilustraciones de Masashi Kishimoto que se publicaron en la Shōnen Jump y en un libro de arte. Esto hizo que el productor Yuki Nishikawa, quien consultó a otros miembros de la compañía decidiera incluirlos en el juego.
En agosto de 2012, CyberConnect2 inició un foro de sugerencias en su sitio web que pedía a los jugadores de todo el mundo que dijeran lo que querían ver en el Ultimate Ninja Storm 3 y en los próximos juegos de Naruto. Dichos comentarios se utilizaron para crear el juego. En el Comic-Con International de julio de 2012, los representantes de Namco Bandai Games America confirmaron los planes para un lanzamiento en marzo de 2013 en Norteamérica. Las primeras copias del juego incluían un código para descargar seis disfraces: un disfraz de Goku, un traje de samurái para Naruto Uzumaki, disfraces de Road to Ninja para Hinata Hyuga y Sasuke Uchiha, un kimono para Sasuke, trajes de baño para Sakura Haruno y Tsunade, un Uniforme escolar japonés para Sakura y trajes ANBU para Kakashi Hatake e Itachi Uchiha.